# Galeriowiec przy ulicy Powstańców Śląskich 112-122 we Wrocławiu
Galeriowiec przy ulicy Powstańców Śląskich 112–122 – budynek mieszkalno-usługowy położony we Wrocławiu wzdłuż ul. Powstańców Śląskich 112–122 w osiedlu Powstańców Śląskich (Osiedle Południe).
Obiekt został wybudowany jako pierwszy z trzech budynków stanowiących tak zwaną ścianę wschodnią ul. Powstańców Śląskich. Budynek ma 12 kondygnacji nadziemnych. W części mieszkalnej reprezentuje typ galeriowca. Na dwóch pierwszych kondygnacjach jest część handlowo-usługowa.

## Położenie i otoczenie
Budynek położony jest we Wrocławiu na osiedlu Powstańców Śląskich, w jednostce urbanistycznej Śródmieście Południowe. Adres budynku to ul. Powstańców Śląskich 112–122. Część miasta, w której leży budynek, zaliczana jest do obszarów wielkich osiedli blokowych, ze znacznym lub dużym stopniem wykorzystania terenu oraz z dużą lub średnią gęstością zaludnienia. Obszary takie charakteryzują się przejrzystym układem przestrzennym, czytelnym i zrozumiałym układem geometrycznym ulic oraz bogatym programem funkcjonalnym. Teren ten charakteryzuje się także wyjątkowo korzystnym dostępem do infrastruktury komunikacyjnej, w bezpośrednim sąsiedztwie budynku znajdują się przystanki zarówno tramwajowe, jak i autobusowe dla linii komunikacyjnych w ramach wrocławskiej komunikacji miejskiej, zarówno dziennych, jak i nocnych.
Budynek położony jest w pierzei wschodniej ulicy, przy jej odcinku od ulicy Wielkiej do placu Powstańców Śląskich. Południowy kraniec bliżej placu przylega do zachowanych budynków historycznych ujętych w gminnej ewidencji zabytków położonych przy ulicy Powstańców Śląskich 124 (Kamienica, obecnie budynek administracyjny – Sąd Apelacyjny) oraz placu Powstańców Śląskich 2 (Kamienica). Natomiast północy kraniec sąsiaduje z biurowcem Artefakt o adresie przy ulicy Wielkiej 27. Naprzeciwko budynku po stronie zachodniej ulicy Powstańców Śląskich rozlokowana jest zabudowa osiedla Celina oraz Apartamentowiec Thespian, a po wschodniej stronie budynku zabudowa osiedla Dorota, z zielenią międzyblokową stanowiącą ważny dziedziniec, ogród. Oba osiedla powstały w ramach inwestycji polegającej na zabudowie południowej dzielnicy Wrocławia, tak zwanego osiedla Południe, realizowanego w latach 60. i 70. XX wieku. W pobliżu, za skrzyżowaniem ulic: Wielkiej i Powstańców Śląskich, znajduje się Sky Tower. Dwa kolejne galeriowce tworzące ścianę wschodnią ulicy Powstańców Śląskich, powstałe w późniejszych latach, położone są przy tej ulicy w kierunku północnym. Bliższy położony jest między ulicą Wielką i Radosną (galeriowiec przy ulicy Powstańców Śląskich 82-94) oraz następny między ulicą Radosną a ulicą Zaolziańską (galeriowiec przy ulicy Powstańców Śląskich 46-64).

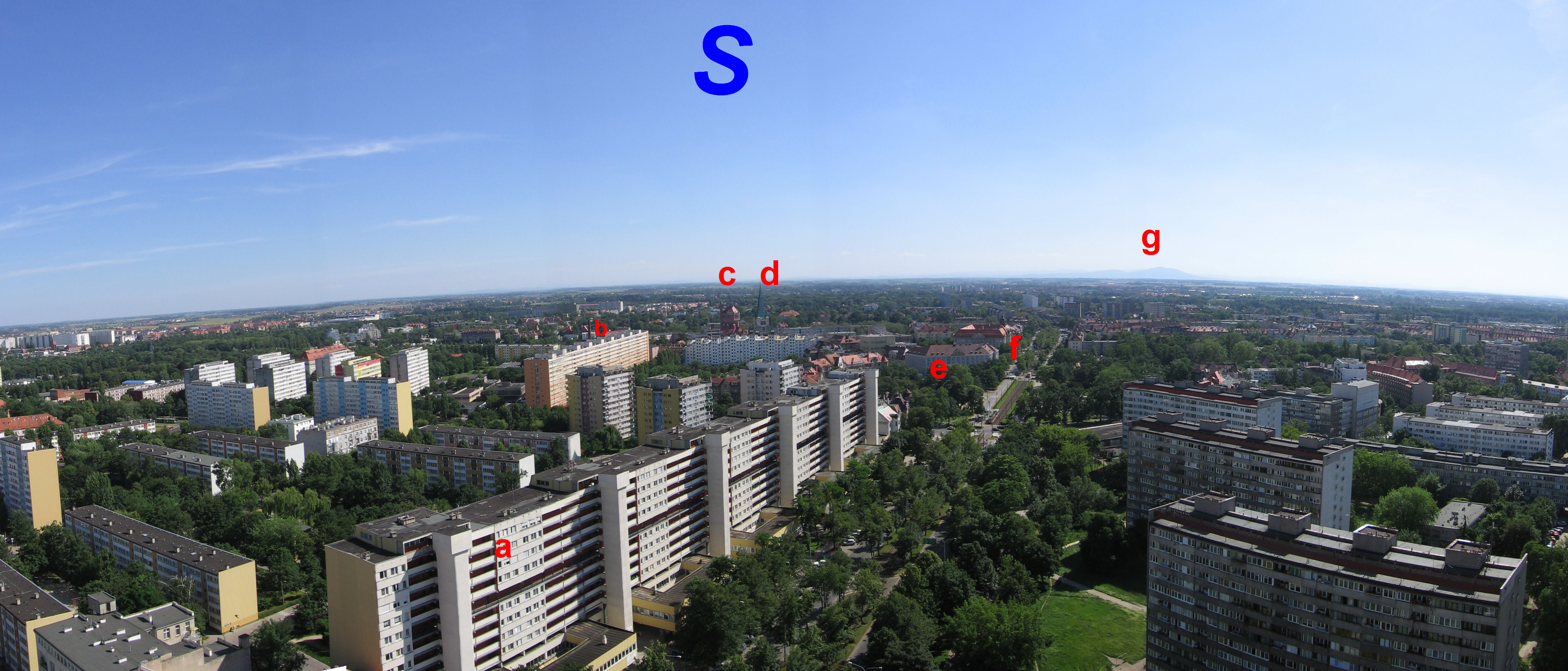
Galeriowiec
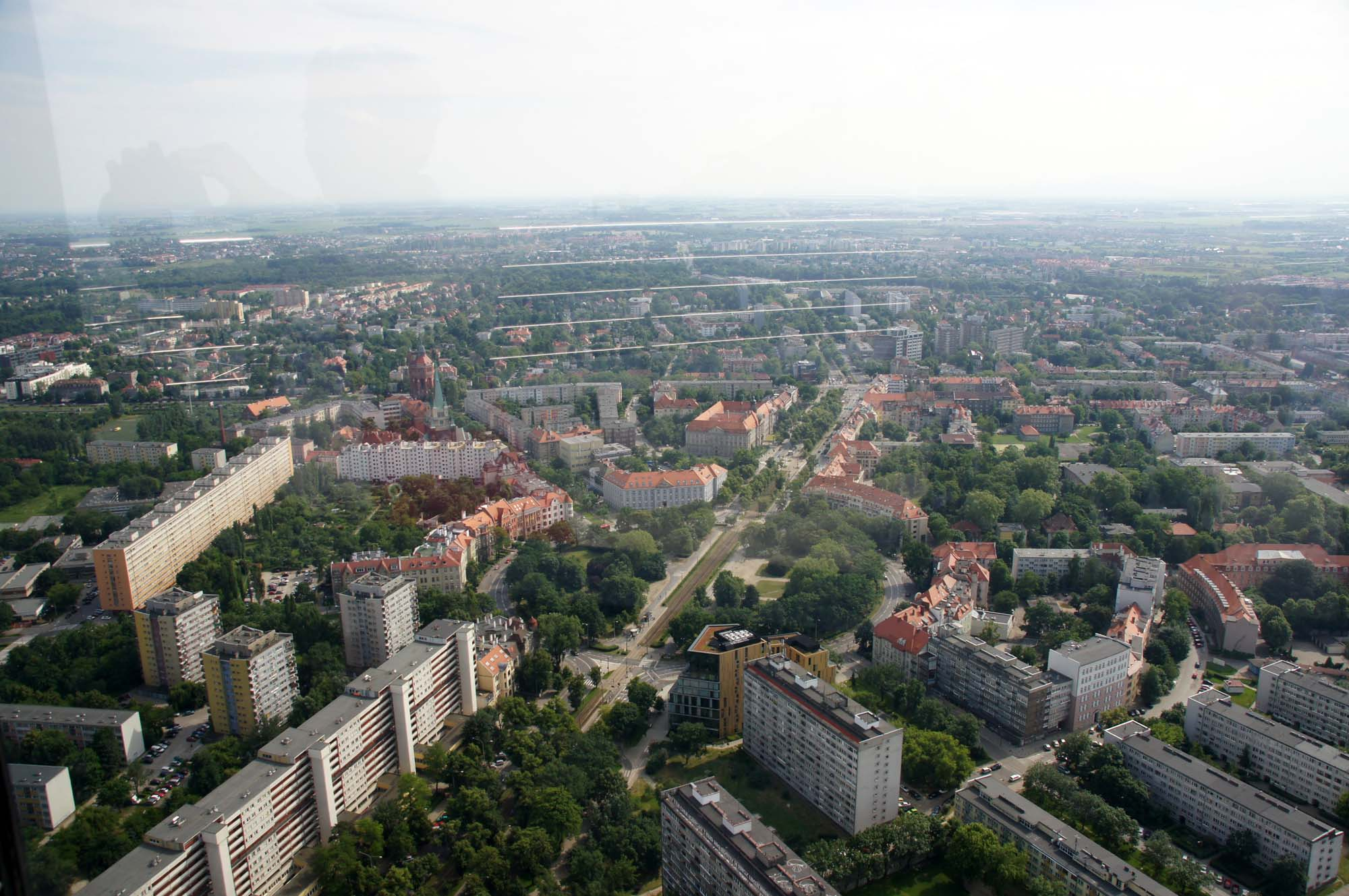
Plac, po lewej fragment galeriowca i zachowane budynki historyczne oraz punktowce
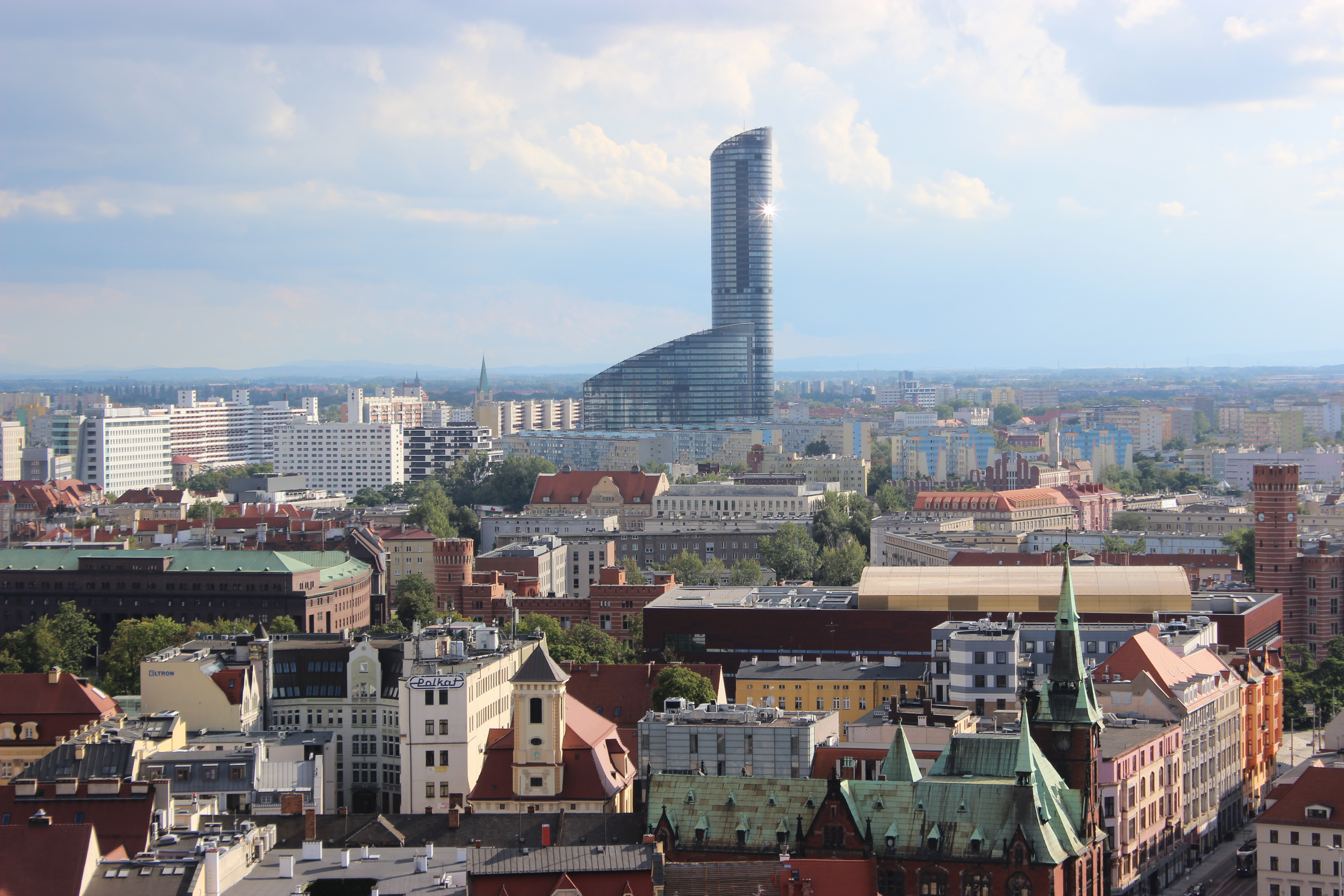
Po lewej w tle trzy galeriowce przy ul. Powstańców Śląskich

## Historia
Obszar tzw. Przedmieścia Południowego, w obrębie którego położony jest budynek, w dwudziestoleciu międzywojennym był jedną z najbardziej reprezentacyjnych części miasta z najbogatszymi kamienicami i wyższym standardem zamieszkania. Osią całego założenia urbanistycznego była ulica Powstańców Śląskich. W wyniku działań wojennych prowadzonych podczas oblężenia Wrocławia w 1945 r., jakie miało miejsce pod koniec II wojny światowej, obszar ten uległ zniszczeniu, szacunkowo w około 90%.
W okresie Polskiej Rzeczypospolitej Ludowej (PRL) przystąpiono w latach 60. XX wieku do budowy Osiedla Południe. Kontynuowano ją jeszcze w latach 70. XX wieku. Całe osiedle podzielone było na cztery części, przy czym teren, na którym posadowiony jest budynek, należał do osiedla Dorota. Osiedle zaprojektowano jako modernistyczne w całkowitym oderwaniu od historycznej zabudowy.
W omawianym rejonie miasta część zabudowy powstała dla Spółdzielni Mieszkaniowej „Wojewodzianka”. Jednym z takich obiektów jest budynek przy ulicy Powstańców Śląskich 112–122. Określenie stosowane wobec budynku jako „galeriowiec” wynika wprost z faktu, że część mieszkalna budynku została zaprojektowana i zbudowana w formie galeriowca, to znaczy takiego budynku, w którym korytarze są przynajmniej częściowo niezabudowane, zewnętrzne, a z korytarzy tych lokatorzy wchodzą bezpośrednio do mieszkań. Określenie takich budynków wzięte zostało od galerii. Według niektórych źródeł został on oddany do użytkowania pod koniec lat 70. XX wieku. Ale według innych opracowań pod koniec lat 70. XX wieku, a konkretnie w 1978 r., budynek został zaprojektowany, a zrealizowany w latach 80. XX wieku. Autorami projektu byli architekci: Julian Łowiński i Wacław Kamocki.
W 2015 r. wykonano remont znajdujących się do strony podwórza estakad.

## Nieruchomości i własność
Ewidencyjna powierzchnia zabudowy budynku wynosi 2.893 m². Według Klasyfikacji Środków Trwałych budynek zaliczony jest do grupy m – budynki mieszkalne (110). W ewidencji gruntów i budynków przypisany ma identyfikator EGiB: 026401_1.0022.AR_35.34.1_BUD oraz identyfikator IIP: PL.PZGiK.112.EGiB F7CC5766-0D8A-4333-9027-D7AA4F7ED733. Do budynku przypisane są następujące numery porządkowe:
- ul. Powstańców Śląskich 120[4][31],
- ul. Powstańców Śląskich 112[4][32],
- ul. Powstańców Śląskich 116[4][33],
- ul. Powstańców Śląskich 118[4][34],
- ul. Powstańców Śląskich 114[4][35],
- ul. Powstańców Śląskich 122[4][36].

Budynek leży na działce gruntu o polu powierzchni wynoszącym 5.6372 ha. Ma ona w ewidencji gruntów i budynków przypisany identyfikator EGiB: 026401_1.0022.AR_35.34 oraz identyfikator IIP: PL.PZGiK.112.EGiB 76D25ABB-5346-4FB2-9A27-2E1B65F45718. Całość zaliczona jest do klasoużytku B – Tereny mieszkaniowe. W ramach tej działki położone są także inne budynki w tym między innymi przy ulicy Kamiennej 2, ulicy Kamiennej 4, ulicy Kamiennej 6, zbudowanych według projektu punktowca przy ulicy Jastrzębiej. Tak ukształtowana nieruchomość gruntowa stanowi współwłasność osób fizycznych i innych osób prawnych

## Architektura
Jest to budynek mieszkalno-usługowy. Budynek składa się z części mieszkalnej, o dwunastu kondygnacjach nadziemnych oraz z pawilonów handlowo-usługowych. Część mieszkalna budynku ma formę galeriowca. Położony jest wzdłuż ulicy, tworząc jej wschodnią pierzeję w układzie liniowym. Elewację zachodnią budynku od strony ulicy określa układ poziomych galerii, które jednak nie są ciągłe. Stanowią one kontrast do charakterystycznych kilku wertykalnych wież, a w każdej z nich znajduje się szyb z windą. Konstrukcja tej części budynku została zrealizowana jako żelbetowa z prefabrykatów. Kontrastuje z nią część handlowo-usługowa. Zajmuje ona parter oraz pierwsze pięto. Tę część zrealizowano w oparciu o słupy podpierające konstrukcję, pomiędzy którymi zrealizowano podcienie, przejścia i przede wszystkim lokale użytkowe, połączone z rozbudowanymi, przyległymi pawilonami. Ściany pawilonów wykonane zostały z przegród kurtynowych o konstrukcji stalowej.

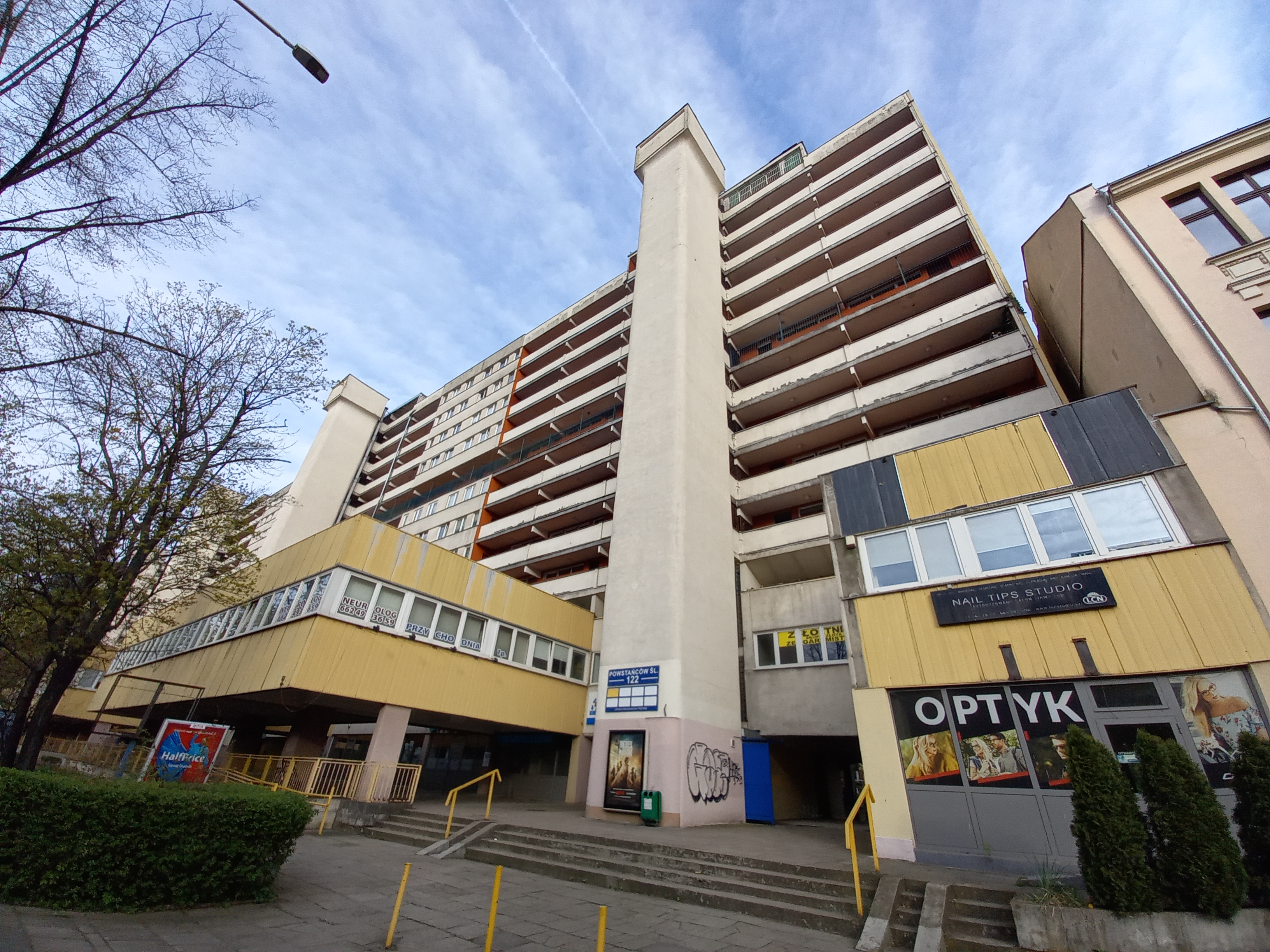
Południowy kraniec budynku
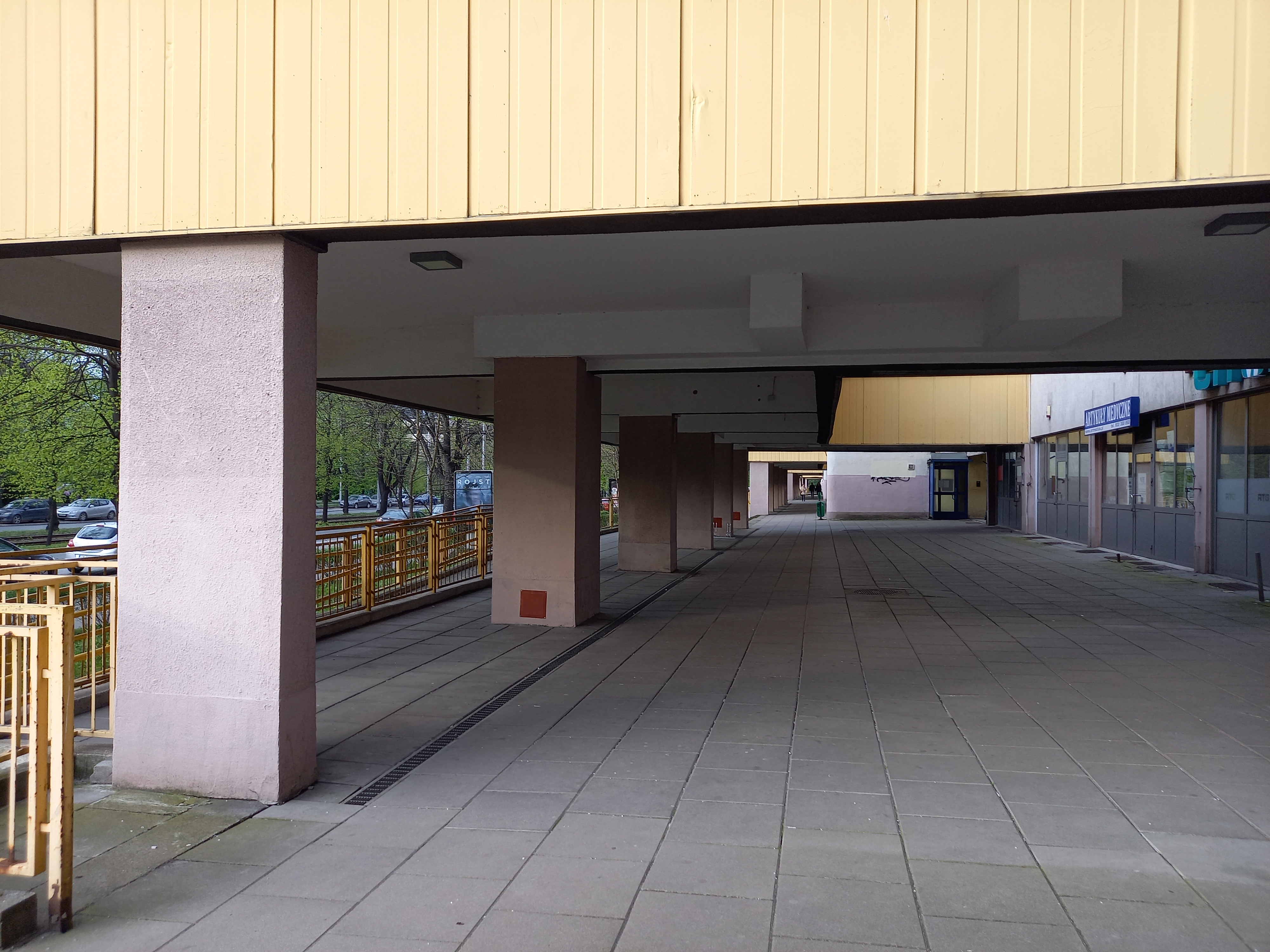
Pasaż (widok w kierunku północnym)
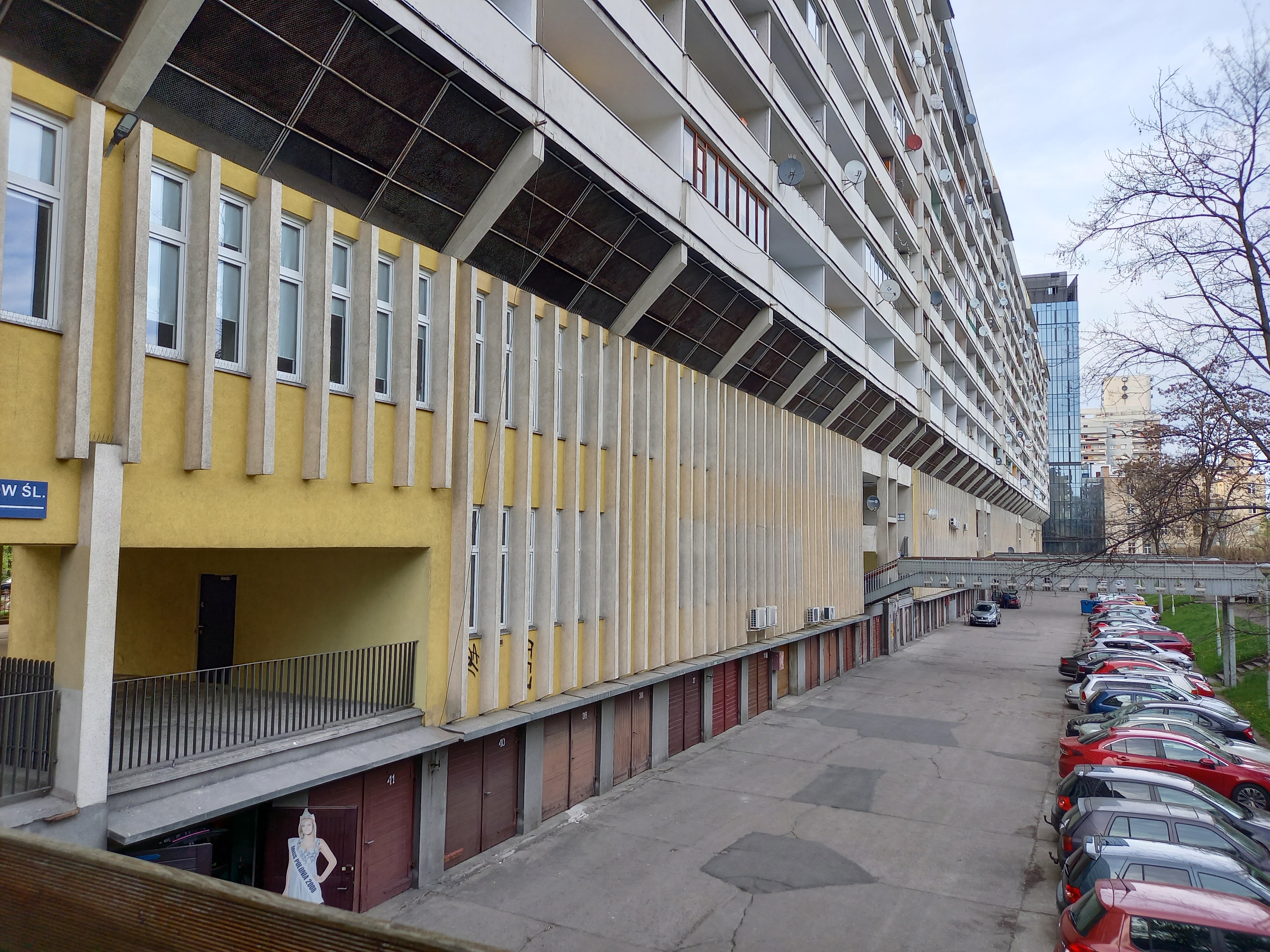
Strona wschodnia
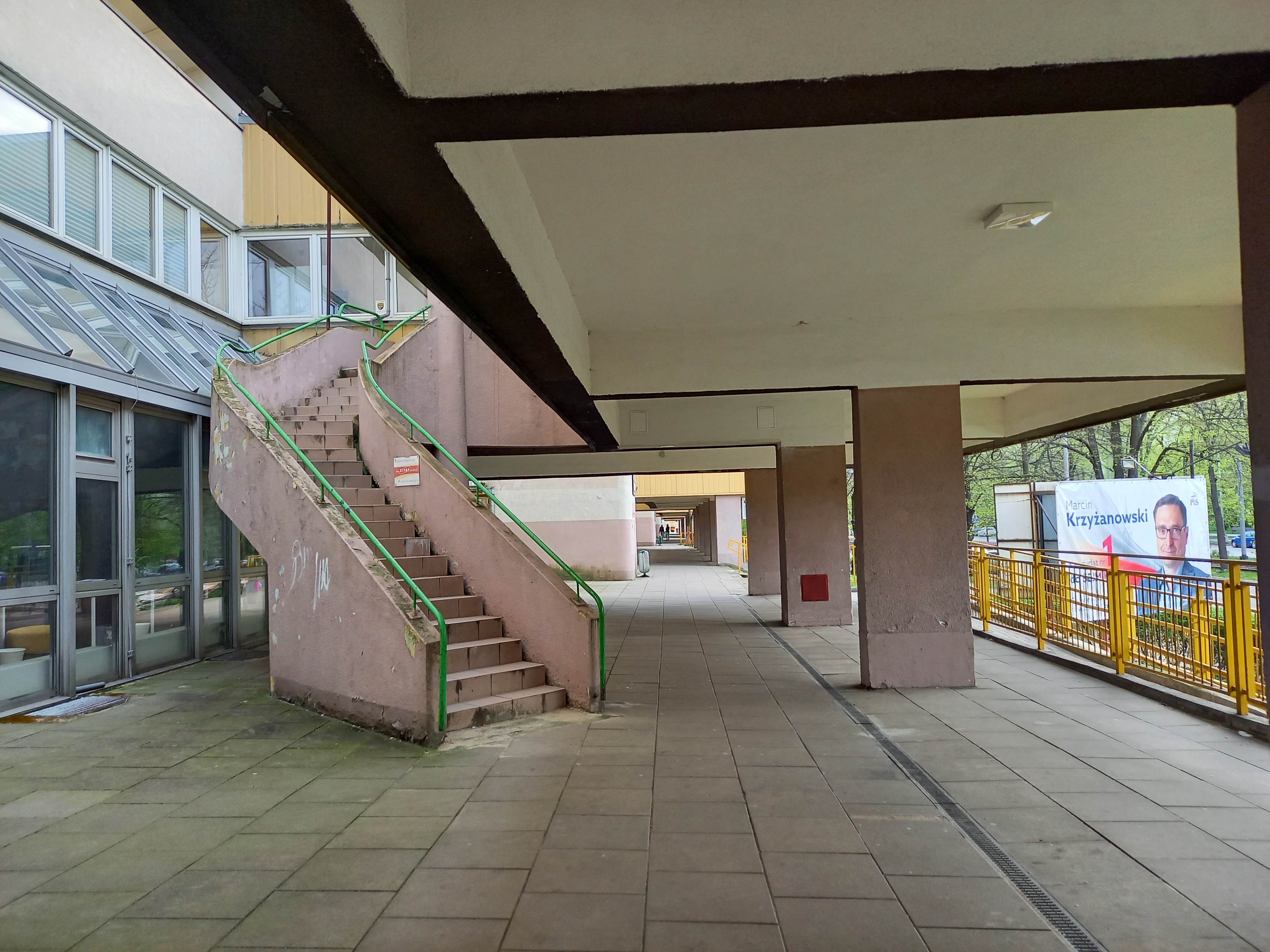
Pasaż, wejście do lokalu na 1 piętrze

## Odbiór
Samo wydarzenie dotyczące zaprojektowania i zrealizowania takiego budynku pod względem architektonicznym określa się jako nieprzeciętne w ówczesnych realiach. W opiniach dotyczących budynku można znaleźć głosy, że jest to jeden z trzech charakterystycznych bloków usytuowanych wzdłuż wschodniej pierzei ulicy. Ten konkretny galeriowiec również jest wyraźnym elementem charakterystycznym, szczególnym, stanowiącym dominantę. Pełni rolę pielęgnacji lokalnego dziedzictwa, a także wzmacnia cechy reprezentacyjności galeriowców wzdłuż ulicy Powstańców Śląskich, charakterystycznych w skali osiedla i miasta. Uznaje się go za predysponowanego do objęcia ochroną jako zabytku. Obiekt kreuje obszar standardu usług z ofertą usług podstawowych oraz przestrzenią dla gastronomii. Samą architekturę obiektu uznano za przykład trafnego dobrania środków przestrzennych, które pozwoliły na uzyskanie ekspresji rzeźbiarskiej. Podkreśla się przy tym, że efekty te uzyskano, operując wyłącznie funkcjonalnymi elementami formy. Tak usytuowane i ukształtowane wszystkie trzy galeriowce tworzą wielkomiejskie tło centrum południowego.